# H-dur

Znaki chromatyczne w gamie H-dur

Diagram akordu H-dur dla gitary

H-dur – gama muzyczna oparta na skali durowej, której toniką jest dźwięk h. Gama H-dur zawiera dźwięki: h, cis, dis, e, fis, gis, ais. Tonacja H-dur zawiera pięć krzyżyków.

## Zapis nutowy
| Gama H-dur zapisana za pomocą przygodnych znaków chromatycznych | Audio playback is not supported in your browser. You can download the audio file.                                                                                                 |
| Gama H-dur zapisana za pomocą znaków przykluczowych             | \relative f'{ \key b \major \override Staff.TimeSignature #'stencil = ##f \cadenzaOn b1 cis dis e fis gis ais b \cadenzaOff } \addlyrics { \small { h cis dis e fis gis ais h } } |

Pokrewną jej molową tonacją paralelną jest gis-moll, jednoimienną molową – h-moll.

## Akord
H-dur to także akord, zbudowany z pierwszego (h), trzeciego (dis) i piątego (fis) stopnia gamy H-dur. 
| Akord H-dur | Audio playback is not supported in your browser. You can download the audio file. |

## Przykłady
Znane dzieła w tonacji H-dur:
- Igor Strawinski – fragment baletu Ognisty Ptak
- Fryderyk Chopin – Nokturn H-dur op. 62 nr 1
- Jerzy Matuszkiewicz – ballada z filmu Jak rozpętałem drugą wojnę światową